# Vaniity
Delilah "Vaniity" Kotero (Uruapan, México, 26 de julio de 1973) es una actriz pornográfica transexual mexicana.

## Vida
Su familia emigró a los Estados Unidos cuando ella tenía siete años, estableciéndose en Sunnyvale, al Norte de California. Su familia es grande, tiene seis hermanos y cuatro hermanas, y proceden de la etnia Purépecha. De acuerdo con Vaniity, ella era un niño afeminado que inconscientemente sabía que crecería para convertirse en un transexual "mujer".

## Aspecto físico
Aunque es transexual y desde mediados del siglo XX existe esta posibilidad, no pretende realizarse cirugía de reasignación de sexo. Su principal razón para su decisión es el miedo a perder sensibilidad genital y dejar de poder tener un orgasmo.

## Filmografía
Tiene una vasta filmografía, además de participaciones especiales en series y documentales como The Man Show, Pornucopia, The Howard Stern Show y Sexcetera. En el año 2004 ganó un premio AVN, siendo la primera mujer transexual en conseguirlo.
- Transsexual Prostitutes 6: Streets of San Francisco (1998)
- Transsexual Prostitutes 8 (1998)
- Sexual Transsexuals (1998)
- Sexual Transsexuals 3 (1998)
- Sexual Transsexuals 5 (1999)
- World's Greatest Transsexual Orgy (1999)
- Transsexual Prostitutes 9 (1999)
- Transsexual Gang Bangers (1999)
- Joey Silvera's Rogue Adventures 4 (2001)
- Transsexual Prostitutes 17 (2001)
- Best Of Transsexual Prostitutes (2001)
- Joey Silvera's Rogue Adventures 13 (2001)
- Transsexual Prostitutes 19 (2002)
- Virtual Vanity (2002)
- Transsexual Gang Bangers 4 (2003)
- Joey Silvera's Rogue Adventures 20 (2003)
- Tight Tranny Ass 3 (2003)
- She Male Strokers 5 (2003)
- Vanity's Double Reverse Gang Bang (2003)
- Trans X 6 (2004)
- Best Of Vanity (2004)
- Something Extra 2 (2004)
- Joey Silvera's Rogue Adventures 13: Road Trip (2004)
- Best Of Transsexual Gang Bangers 1 (2004)
- Transsexual Prostitutes 27 (2004)
- The Chick Magnet (2005)
- Joey Silvera's Rogue Adventures 26 (2005)
- Vanity Superstar (2005)
- Belladonna: Fetish Fanatic 3 (2006)
- Trantastic (2006)
- Joey Silvera's Rogue Adventures 27 (2006)
- Joey Silvera's Rogue Adventures 29 (2006)
- Best Of Transexual Prostitutes 2 (2006)
- Up Close And Virtual With Vaniity (2007)
- Transsexual Babysitters 2 (2007)
- Dirty Shemale Sluts 3 (2007)
- America's Next Top Tranny (2007)
- She Male Fuck Fest 3 (2007)
- She Male XTC 1 (2007)
- Rogue Adventures 30 (2007)
- Dirty Shemale Sluts 6 (2008)
- Dirty Shemale Sluts 7 (2008)
- Vanity Exposed (2009)
- A Tranny Story (2009)
- 1st Equipo With A Tranny 2 (2009)
- America's Next Top Tranny: Season 5 (2009)
- Big Ass She Male All Stars 6: Girls With She Males (2009)
- Best Of Vaniity (2009)
- Shemale Pornstar: A Shemale Es All Seasons (2010)
- She Male XTC 8 (2010)
- USA T-Girls 2 (2011)
- Rogue Adventures 37 (2011)
- Next She-Male Idol 3 (2011)
- Transsexual Superstars: Sarina Valentina (2011)
- American Tranny (2011)
- USA T-Girls 4 (2012)
- Mia Isabella Want Some Honey? 2 (2012)
- Big Tit She-Male X (2012)
- Pinup T-Girls 2 (2012)
- True History Of She-Male Cock (2012)